# Flores Chaviano
Flores Chaviano (Caibarién, Provincia de Villa Clara, Cuba, 10 de diciembre de 1946) es un compositor, guitarrista, profesor y director de orquesta cubano que ha logrado reconocimiento internacional.

## Formación académica
Flores Chaviano comenzó sus estudios musicales en su ciudad natal de Caibarién, allí tomó clases de guitarra con el maestro Pedro Julio del Valle, los cuales perfeccionó más tarde en la Escuela Nacional de Arte (ENA) de La Habana con el reconocido maestro Isaac Nicola, fundador de la actual Escuela Cubana de Guitarra. Chaviano también realizó estudios de composición musical en el Instituto Superior de Artes (ISA) con José Ardévol y Sergio Fernández Barroso. Después de su llegada a Madrid en 1981, estudió en el Real Conservatorio Superior de Música de esa ciudad con el profesor Demetrio Ballesteros. En su formación también se incluyen clases magistrales recibidas de los destacados guitarristas Leo Brouwer y Alirio Díaz.

## Compositor
Como compositor, sus trabajos artísticos han sido reconocidos por la crítica especializada y hoy en día está considerado como uno de los más importantes creadores cubanos. Él ha recibido comisiones del CDMC, la Fundación Príncipe de Asturias, la Radio Nacional de España y el Conservatorio de Nalón.
Flores Chaviano presidió la organización de compositores de la Brigada Hermanos Saíz en Cuba durante los años setenta.
Chaviano posee un amplio catálogo de composiciones donde se destacan obras para diversos conjuntos instrumentales, coro, ballet, orquesta sinfónica, guitarra sola y en otros formatos. Su música ha sido ejecutada por prestigiosas agrupaciones sinfónicas y de cámara, como la Orquesta Sinfónica Nacional de México D. F., la Academia de Gdansk en Polonia, la Orquesta Sinfónica del Principado de Asturias (OSPA), la Orquesta y Coros de la Comunidad de Madrid, la Orquesta Sinfónica de Granada, la Orquesta Clásica de Madrid, la Filarmónica de Montevideo, Uruguay, la Orquesta Simón Bolívar de Caracas, Venezuela, la Orquesta Sinfónica del Salvador, la Orquesta Sinfónica de Matanzas, Cuba, la Orquesta de Cámara del Nalón, Asturias, España, el Mutare Ensemble de Fráncfort, el Cuarteto Latinoamericano de México, el Quinteto de la Komische Opera de Berlín, el Ensemble 21 de Nueva York, el Cuarteto de Percusiones de la Florida International University, el Cuarteto Entrequatre de Asturias, el Coro de la Fundación Príncipe de Asturias, el Grupo Círculo y muchos otros. Las obras para guitarra de Flores Chaviano se encuentran entre las más valoradas del repertorio guitarrístico actual.

## Guitarrista
Flores Chaviano ha desarrollado una destacada carrera como guitarrista de tendencia contemporánea, la cual ha sido avalada por sus presentaciones, tanto como solista como acompañado con orquesta sinfónica. Él ha trabajado intensamente brindando conciertos y galas en Cuba, así como en países de Asia, Europa y América.
Entre sus presentaciones más destacadas se encuentran las realizadas en la Sociedad Chopin de Varsovia, el Lincoln Center de la ciudad de Nueva York, el Kennedy Center de Washington, el Teatro Real de Madrid, el Círculo de Bellas Artes, el Auditorio Nacional de Música también de esa ciudad y el Teatro de Bellas Artes de México; y ha participado en los Festivales internacionales de guitarra de Granada, Alicante y Navarra, España, así como en el Encuentro de Guitarristas de América Latina y el Caribe realizado en La Habana. Él ha sido acompañado por las orquestas cubanas de Santiago de Cuba, Matanzas y la Sinfónica Nacional, y también ha realizado conciertos con la Orquesta Sinfónica Nacional de México y las Orquestas Sinfónicas New World Simphony en Miami y de la Academia de Música de Gdansk en Polonia.

## Director orquestal
Flores Chaviano ha realizado una importante labor como director musical y fundador de diferentes agrupaciones instrumentales y vocales como el Ensemble de Segovia, el grupo Sonido Trece, el Cuarteto Fin de Siglo, la agrupación Trova Lírica Cubana de Madrid y la formación Capilla Musical Esteban Salas, con sede en Madrid e integrada por cantantes y pequeño conjunto instrumental, centrada en rescatar y dar a conocer la música de Esteban Salas y la obra musical colonial cubana. También ha sido fundador del Festival Andrés Segovia In Memoriam auspiciado por la Sociedad General de Autores y Editores de España (SGAE) y organizador del Festival Internacional de Guitarra de Ponferrada, España.

## Profesor
Además de su trayectoria artística, Flores Chaviano ha desarrollado una importante labor en el campo de la enseñanza musical. Él fue profesor del Conservatorio “Esteban Salas” de Santiago de Cuba, profesor de guitarra en la Escuela Nacional de Arte (ENA), el Conservatorio “Amadeo Roldán” y el Instituto Superior de Artes (ISA) de La Habana. También ha impartido acciones formativas de Guitarra Contemporánea en los Cursos Manuel de Falla de Granada; en la Florida International University; la Cátedra “Andrés Segovia” del Conservatorio Superior de Pekín, en la Universidad de Puerto Rico, la Universidad de Salamanca, los Conservatorios Superiores de Madrid, Granada y Murcia en España; el Conservatorio Superior de México y los Conservatorios Superiores de Rostock y Berlín en Alemania. En la actualidad Flores Chaviano imparte clases de guitarra y música de cámara en el Conservatorio Profesional “Federico Moreno Torroba” de Madrid. 
Por su larga y fecunda trayectoria como compositor, guitarrista, pedagogo y director, Flores Chaviano es uno de los músicos cubanos que posee mayor representatividad y prestigio en el panorama musical contemporáneo español. Su labor es altamente valorada tanto por la crítica musical especializada como por los creadores e intérpretes de la música de estos tiempos.

## Reconocimientos y premios
En 1974, Flores Chaviano ganó el primer premio del Concurso Nacional de Guitarra de la Unión de Escritores y Artistas de Cuba.

## Obras

### Ballet
- Encuentro, 1978

### Conjunto instrumental
- A partir de un canto yoruba, 1977, para flauta, clarinete y fagot
- Rítmicas núm. 1, para tres percusionistas, 1988
- Entrequatre II, 1989-1990, para violín, viola y chelo
- Tres escenas yoruba, 1990
- Patakkín Olorum, 1996
- Obertura V Aniversario y Parrandas, música para once percusionistas, 1997

### Coro
- Ven primavera mía, ven, 1968
- Canción cantada y Tres canciones, para coro infantil, 1979
- Tres rítmicas, para coro infantil, 1978
- 10 de octubre de 1979
- La palma, 1986, coro y orquesta infantil
- Tres canciones cubanas, 1987, para coro mixto

### Guitarra
- Seis aires populares cubanos, 1971-1982
- Variaciones sobre el yényere, 1973
- Homenaje a Víctor Jara, para flauta y guitarra, 1974
- Réquiem a un sonero (homenaje a Miguel Matamoros), 1975
- Para dos, para guitarra, 1978
- Concierto, para guitarra y orquesta, 1979
- Espacio, tiempo... recuerdos
- Cinco estudios de grafía
- Textura I, para conjunto de guitarras, 1983
- Seis danzas cubanas, para cuatro guitarras, 1984
- Concertante 1, para guitarra y conjunto instrumental
- Textura II, para conjunto de guitarra, 1985
- Trío, 1986, para flauta, violín y guitarra
- Espacio en blanco, para dos guitarras
- Tríptico a John Lennon, para cuatro guitarras
- Quasar/Gen 87, para flauta, saxofón barítono, guitarra y percusión
- Trío, para flauta, viola y guitarra
- Villalobos/87 (Homenaje), para tres, guitarra eléctrica y percusión, 1987
- Son de negros en Cuba, 1988, para cuatro guitarras y percusión
- Álbum núm. 1, para guitarra
- Suite Bergidum, 1992
- Álbum infantil núm. 2, 1993
- Concierto, para cuatro guitarras y orquesta
- Suite de danzas populares, para guitarra y piano, 1994
- Cinco contradanzas cubanas, 1995, para guitarra y piano
- Fantasía son, e Iya, mo dukpe fobaé, 1996
- Entrequatre, para cuatro guitarras[4]